# Animal Aid
Animal Aid, grundlagt i 1977, er Storbritanniens største dyreretsorganisation. Organisationen protesterer med fredelige midler mod alle former for dyremishandling og arbejder for mere dyrevenlige livsstile. Den undersøger og afslører også dyremishandling.
Animal Aid fremstiller kampagnerapporter, pamfletter og anden dokumentation såvel som belærende videoer og undercovervideo. De udsender også et magasin som udkommer hvert kvartal, en regelmæssig bulletin for aktivister og et salgskatalog med dyrevenlige produkter.

## Formål
Animal Aid blev grundlagt i januar 1977 for ved fredelige midler at arbejde for at få en ende på dyremishandling. Organisationen er non-profit "limited company" som styres af en frivillig rådsdirektion. Den er blevet nægtet status som velgørenhedsorganisation fordi dele af dens arbejde involverer kampagner for ændringer i loven om dyremishandling. Dens formål er:
- At øge offentlighedens kendskab til dyremishandling i vores samfund, specielt i vivisektionslaboratorier og factory farms og at oplære offentligheden til ved lovlige midler at kræve afskaffelsen af alle eksperimenter på dyr, factory farms og alle andre former for dyremishandling.
- At undersøge eksisterende lovgivning på områder forbundet til de ovenstående mål eller beslægtede aspekter og arbejde for sociale, juridiske og administrative reformer til fremme af ovenstående mål.
- At forhindre udnyttelsen af dyr.
- At oplære offentligheden og specielt unge mennesker til at få en følelse af moralsk ansvar overfor dyrene.
- At arbejde generelt for en livsstil som ikke involverer dyremishandling.
- At indsamle information om alle anliggender vedrørende de ovenstående mål med henblik på at udskrive, udsende og cirkulere dokumenter, tidsskrifter, bøger, cirkulærer og andre boglige materialer til medlemmer og i offentligheden, samt at producere film og lyd-visuelle materialer og arbejde for, sponsorere og assistere kurser, lektioner eller andre instruktioner til fremme af ovenstående mål. [2]

## Kendte støtter
Animal Aid har en lang række kendte støtter, deriblandt Thom Yorke, Jilly Cooper, Simon Cowell, Annette Crosbie, Alan Davies, Stella McCartney, Richard Wilson, Wendy Turner Webster og Massive Attack.
Den kendte zoolog dr. Charlotte Uhlenbroek har støttet Animal Aids kampagne mod forsøg med primater, hvor hun sagde: "Jeg har endnu ikke et tilpas uimodståeligt videnskabeligt argument som retfærdiggør den lidelse som primater i forskningslaboratorier gennemgår." 

## Mad Science Awards
Siden 1997 har Animal Aid haft en årlig "Mad Science Awards" ("Gal Videnskabs Pris") ceremoni hvor de sætter fokus på "meningsløs og grotest videnskabelig forskning", og tildeler "vinderne" en status som forestiller en beagle som bliver gennemboret af en skalpel.

## Fodnoter
1. ↑  "About Animal Aid". Arkiveret fra originalen 28. september 2007. Hentet 25. marts 2007.
2. ↑  Animal Aid: Aims & objectives
3. ↑  Cambridge Primate Labs Arkiveret 11. september 2006 hos  Wayback Machine AnimalAid.org.uk